# Джеймс, Микки
Микки Лари Джеймс-Алдис (англ. Mickie Laree James-Aldis, род. 31 августа 1979, Ричмонд) — американский рестлер и кантри-певица. В настоящее время она выступает в National Wrestling Alliance (NWA) и Impact Wrestling, где она является пятикратной чемпионкой мира Impact среди нокаутов.
Джеймс начала свою карьеру в рестлинге в 1999 году в качестве валета на независимой сцене, где она была известна под именем Але́ксис Лари́. Она тренировалась в нескольких лагерях, чтобы улучшить свои навыки, прежде чем попасть в NWA: Total Nonstop Action (NWA: TNA, позже Total Nonstop Action Wrestling, ныне Impact Wrestling) в 2002 году, где она привлекла к себе внимание на национальном уровне. После нескольких выступлений она присоединилась к группировке под названием «Собрание».
Джеймс дебютировала в основном ростере World Wrestling Entertainment (WWE) в 2005 году и попала в сюжетную линию с Триш Стратус, в которой Джеймс стала самой большой фанаткой Стратус, превратившейся в одержимую преследовательницу. Этот сюжет длился восемь месяцев. Она выиграла свой первый титул чемпиона WWE среди женщин на WrestleMania 22, затем она выигрывала этот титул в общей сложности пять раз. Джеймс также выиграла свой первый титул чемпиона WWE среди Див, победив Марис Уэлле на Night of Champions в 2009 году, и стала второй из пяти женщин, владевших обоими титулами. Она является одной из шести женщин, владевших шестью и более женскими чемпионствами WWE. Она была уволена из компании в апреле 2010 года, после чего вернулась в TNA, где стала трехкратной чемпионкой TNA среди нокаутов. Джеймс вернулась в WWE в 2013 году в качестве приглашенного тренера, затем официально вернулась в 2016 году, а в 2021 году снова была уволена. После этого Джеймс периодически появлялась на публике и в конце концов вернулась в Impact Wrestling, выиграв свой четвёртый титул чемпиона мира Impact среди нокаутов, что сделало Джеймс в общей сложности 10-кратной чемпионкой мира среди женщин в WWE и Impact.

## Личная жизнь
Джеймс планирует владеть фермой и быть инструктором по лошадям, когда закончит свою спортивную карьеру. Джеймс владеет тремя конями породы Морган по имени Рапсодия, Банни и Казанова. Джеймс также владеет двумя собаками, одна по имени Бутч и миниатюрный пинчер по имени Элвис.
Джеймс является коренной американкой племени Поухатаны.
В 2007 году Джеймс была помолвлена с рестлером Кенни Дайкстрой. Она также ранее встречалась с Джоном Синой. 25 сентября 2014 года у Джеймс и Ника Алдиса, более известный по его прозвищу Магнус, родился сын Донован Патрик Алдис. Джеймс и Алдис обручились в декабре 2014 года и поженились 31 декабря 2015 года.

## Титулы и достижения
- CyberSpace Wrestling Federation
  - CSWF Women’s Championship (1 раз)[3]
- Dynamite Championship Wrestling
  - DCW Women’s Championship (1 раз)[4]
- Impact Championship Wrestling
  - ICW Super Juniors Championship (1 раз)[5]
- Premier Wrestling Federation
  - PWF Universal Women’s Championship (1 раз)
- Pro Wrestling Illustrated
  - № 1 в списке 50 лучших девушек рестлеров 2009 года[6]
  - № 2 в списке 50 лучших девушек рестлеров 2013 года
  - Женщина года (2009, 2011)[7]В TNA Impact Wrestling Джеймс является четырёхкратной и действующей чемпионкой среди нокаутов.
- Southern Championship Wrestling
  - SCW Diva Championship (2 раза)
- Total Nonstop Action Wrestling / Impact Wrestling
  - Чемпион Impact среди нокаутов (5 раз)[8]
- Ultimate Championship Wrestling
  - UCW Women’s Championship (1 раз)
- Ultimate Wrestling Federation
  - UWF Women’s Championship (2 раза)
- World Wrestling Entertainment
  - Женский чемпион WWE (5 раз)[9]
  - Чемпион див WWE (1 раз)[9]